# 盧若騰
盧若騰（1600年—1664年），字閑之，一字海运，号牧洲，又號留庵，福建同安顏厝（今金門縣金城鎮賢庵里）人，明末政治人物，進士出身。

## 生平

### 崇禎朝
崇祯九年（1636年）中福建鄉試丙子科五十九名举人。崇祯十三年（1640年）登庚辰科進士。授兵部武庫清吏司主事。當時，督師楊嗣昌以「河北山東俱若旱魃」，上疏崇祯帝刊布華嚴經祈福，求雨殺蝗，盧若騰上疏參楊嗣昌“怪誕”。皇帝認為“一個新進小臣，何以妄加詆毀國之重臣？”下旨嚴責其為沽名釣譽之輩，然而，輿論卻一邊倒的支持盧若騰。不久，盧若騰遷本部郎中兼總京衛武學，又三上疏彈劾定西侯蔣惟祿；皇帝認為盧若騰實在耿直得令人討厭，便把他派往浙江任布政使司左參議，分司寧紹巡海道。
崇禎十五年（1642年）盧若騰辭朝赴任，循水路到山東，途中發現宦官田國興專攬民船、濫用民夫，再度上疏糾田國興“撓關政、妨漕運、辱朝廷、違明旨、戕民命”等五大罪狀，朝廷下旨禮監察明，不許漏縱，結果田國興被撤調，論罪抵法。盧若騰任職浙江期間，愛民潔己，剔奸除弊，抑制勢豪，峻絕饋贈，輕省贖鍰，風裁凜凜，並蕩平巨寇胡乘龍等，使勢豪絕跡。鄉里承平，人人讚頌；浙江人建生祠奉祀，稱之為“盧菩薩”。

### 隆武朝
崇禎十七年（1644年）福王朱由崧建都南京，擢盧若騰為鳳陽巡撫。盧若騰見馬士英、阮大鋮等奸臣擅權，因而託辭不赴任。次年，唐王朱聿鍵即位於福京（今福建福州），下旨徵辟盧若騰為都察院右副都御史，巡撫浙東溫、處、台、甯四州，若騰單騎赴任。
南明隆武元年（1646年）九月，盧若騰到赴溫州上任，統帥軍隊北伐。以總兵賀君堯統靖海營水師，扼守要害。以族弟游擊將軍盧若驥守盤山溪，為屏障。並上奏唐王開科取士，以取人才，收復眾望。是年溫州饑荒，盧若騰捐資賑濟、抒民於困，隆武二年（1646年）得旨嘉獎，加授兵部尚書銜。
魯王朱以海起兵，監國於紹興，魯臣不奉福王命令，派兵窺視溫州，有兼併的意味。賀君堯部署兵力拒絕。而寧紹道于穎亦受命巡撫浙東。盧若騰遂上疏表示官多民少，號令不一，恐誤封疆，希望能夠退回自己的浙江巡撫一職，但明紹宗不允許。永勝伯鄭彩殺兵部尚書熊汝霖，眾臣畏懼其權勢，不敢言明；惟有盧若騰直接揭發其罪，朝臣震驚。
隆武二年（1647年）六月，清兵攻克紹興，七月迫近溫州，當時，盧若騰與賀君堯率師駐平陽力守，糧絕達六月，盧若騰七次上疏請援，均杳無音訊。城內居民意欲投降，盧若騰悍然拒絕，表示願以身殉國。不久城破，盧若騰率親兵、家人巷戰，背中三箭，遇靖海營水師救出，遂藉由水路返回福建，並上疏彈劾自己。盧若騰回故鄉後，和傅象晉屯兵望山，號召起義，圖謀奪取陷於清的武安縣，然而望山起義終因糧餉不繼而兵敗。

### 永曆朝
桂王朱由榔於肇慶即位，改元永曆，盧若騰上表祝賀。剛好這時候鄭成功設立思明州，延攬明朝遺老，盧若騰便前往投靠。鄭成功以上賓待之，任何軍國大事，也時常詢問其意見。
永曆十七年（1663年）金門、廈門相繼為清軍所攻陷，盧若騰奔走南澳。永曆十八年（1664年）東渡台灣，途經澎湖，舊病復發，遂寓居澎湖。三月十九日，盧若騰夜夢一黃衣神仙持名刺謁見，醒後驚問旁人：“今天是幾月幾號？”，侍候的人回答：“三月十九日”；盧若騰矍然道：“是先帝殉難之日也。”悲慟號哭，不久便辭世。與陳洪謐 、蔡肱明、張朝綖、吳韓起、黃錫袞、辜胤奇、丁胤甲、梁玉蕤、郭符甲、楊明琅、沈佺期、許吉燝、何運亮、史贊聖、蘇國瓓、王命岳、施顯等人並稱“魯東同朝十八名士”。

## 著作
盧若騰晚年一心致力著述；上自天文地理，下到蟲魚花草，宏通博雅，益顯燦然文采。其著作有，《方輿圖考》三十餘卷、《留庵詩文集》二十六卷、《浯洲節烈傳》、《學字與耕堂值筆》、《島噫集》一卷、《島居隨緣》、《島上閒居偶寄》、《制義》一卷、《印譜》各若干卷，可惜大多散佚未存。

## 墓葬及紀念故居

盧若騰故宅

盧若騰在澎湖所留的墓址據稱葬於太武山南，晚清出版的《澎湖廳志》記錄「按林嘯雲稱，公子饒研，負骨歸葬，今在金門之賢住鄉；而澎湖大武山遺墓完固，...」。然而到了1909年出版的伊能嘉矩《臺灣地名辭書》，已是「但今不詳」:528。在井田麟鹿所著的《澎湖風土記》（1911年出版）、連橫《臺灣通史》仍以為盧氏的墓「今猶存」在太武山。
昭和七年（1932年），臺北帝國大學教授久保得二遊歷澎湖時，著有〈大武山弔明盧牧洲尚書〉，收於《澎湖游草》。
盧若騰故宅及墓園位於金門縣金城鎮賢庵里賢厝北方，房屋為座北朝南，門埕前右側有殘存原為用於旗杆上的夾杆石座一對，宅前埕口於民國四〇年代為軍事需要闢建公路，墓園應是康熙二十二年（1683年）後遷葬，確實年代已難斷定。由於時局未定，家計亦不寬裕，因此不封不樹，不立墓碑，直到其孫盧勗吾才琢石立碑，題「有明自許先生牧洲盧公之墓」。歲久湮沒，民國五十九年(1970年)總統蔣中正巡視時，囑咐整修成今貌。